# Holomitrium densifolium
Holomitrium densifolium är en bladmossart som beskrevs av Roelof J.van der Wijk och Margadant 1962. Holomitrium densifolium ingår i släktet Holomitrium och familjen Dicranaceae. Inga underarter finns listade i Catalogue of Life.